# 鹿児島ビジョン
株式会社鹿児島ビジョン（かごしまビジョン、英: Kagoshima Vision Inc.）（略称：KVI）は、テレビ番組の制作・技術・編集の業務を行う映像総合プロダクションである。主に鹿児島讀賣テレビ（KYT）で放送するローカル番組の制作協力を行っている。

## 会社概要

### 役員
- 代表取締役社長：湯本典行
- 取締役：小湊義房、長濱忍、三浦研一

## 制作部
番組、CM、VP全般にわたり企画・制作している。
　またキー局等のENG技術協力等。

## 報道・制作
- KYT news every. かごしま
- かごピタ